# بطولة أمريكا الجنوبية لكرة الطائرة للرجال 1958
أقيمت بطولة أمريكا الجنوبية لكرة الطائرة للرجال 1958 في نسختها الثالثة في بورتو أليغري في البرازيل.

## الترتيب النهائي
| المركز | المنتخب    |
| ------ | ---------- |
|        | البرازيل   |
|        | باراغواي   |
|        | الأوروغواي |
| 4      | الأرجنتين  |
| 5      | تشيلي      |

1. 1 2 3 4 5 6  "Sud. Mayores - Masculino". كونفدرالية أمريكا الجنوبية لكرة الطائرة. اطلع عليه بتاريخ 2023-11-20.